# Géologie de Mercure

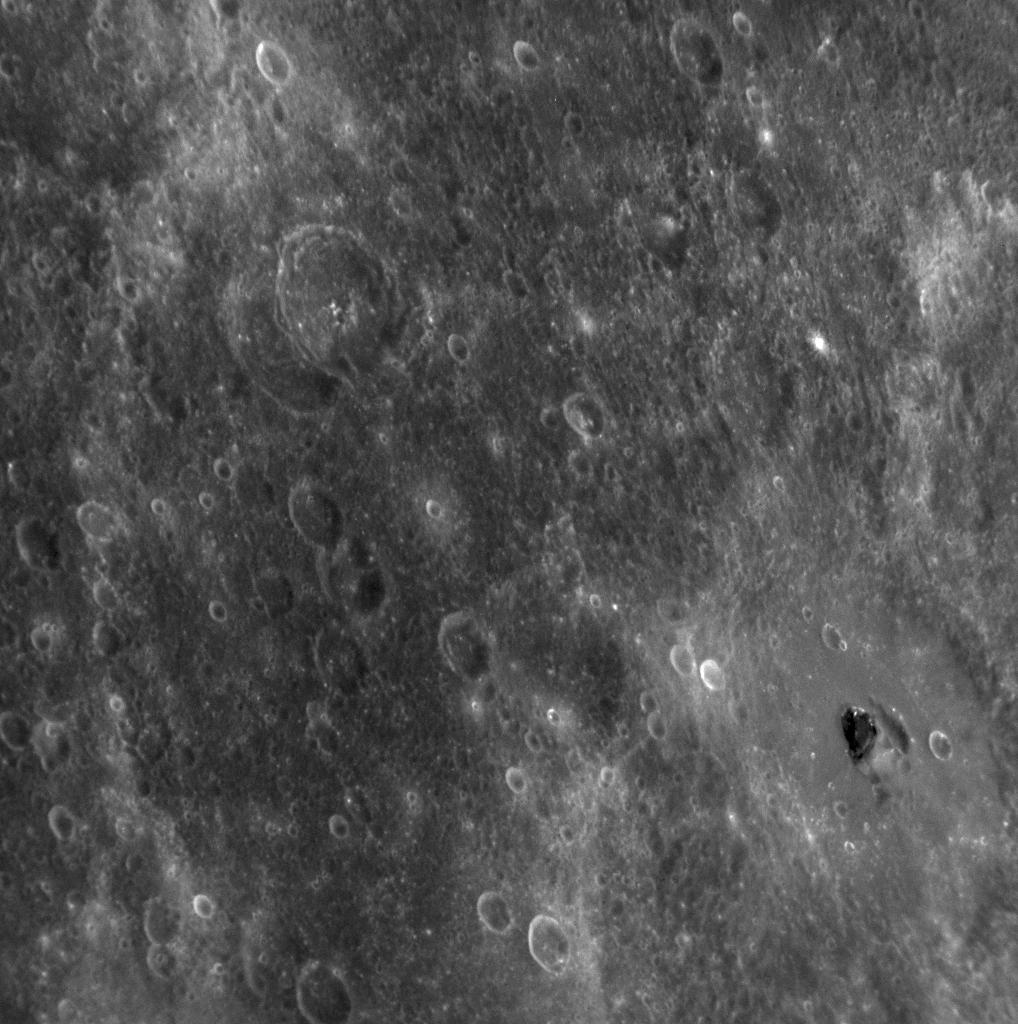
Une parcelle noire inexpliquée, à la surface de Mercure.

La surface de Mercure est dominée par des cratères d'impacts, et des plaines de laves similaires, en certains points, aux maria lunaires. Les autres caractéristiques notables de la surface de Mercure incluent les escarpements et les gisements de minéraux (éventuellement de la glace) à l'intérieur des cratères des pôles.  	
Actuellement, la surface est présumée être géologiquement inactive. Il faut cependant noter qu'à présent, seuls 55 % de la surface ont été cartographiés avec suffisamment de détail pour en dire plus à propos de sa géologie (grâce aux sondes Mariner 10 en 1974-75 et MESSENGER en 2008). L'intérieur de Mercure contient un très grand noyau métallique qui occupe environ 42 % de son volume. Une partie de ce noyau pourrait encore être liquide comme le prouve une magnétosphère faible mais globale.

## Difficultés d'exploration

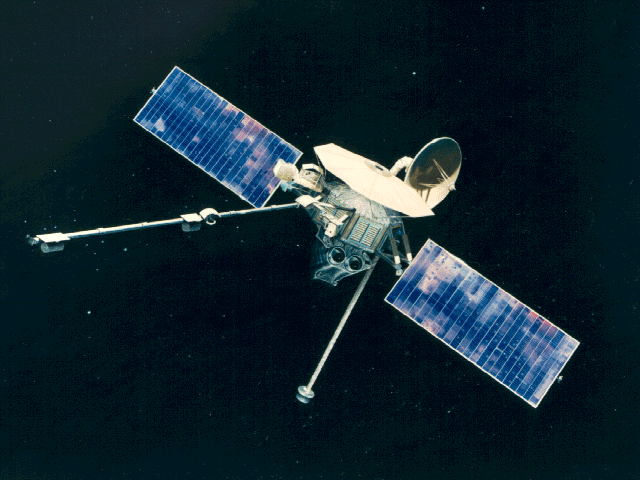
La sonde Mariner 10.

De toutes les planètes telluriques au sein du système solaire, la géologie de Mercure est la moins bien comprise. Cela s'explique tout d'abord par la proximité de cette planète avec le Soleil, qui rend l'approche de l'astre par des sondes techniquement délicat et les observations depuis la terre difficiles.
Les observations depuis la Terre sont rendues délicates par la proximité constante de Mercure au Soleil :
1. Lorsque le ciel est suffisamment sombre pour permettre l'usage d'un télescope, Mercure est à proximité de l'horizon, ce qui dégrade la qualité des observations en raison des facteurs atmosphériques (plus importante épaisseur de l'atmosphère traversée par la lumière, plus importante quantité d'humidité, plus grande probabilité de couverture nuageuse, etc.).
2. Le télescope spatial Hubble et les autres observatoires spatiaux ne peuvent pas être dirigés vers le soleil, pour éviter tout risque de dégradation (les instruments sensibles pointés vers le Soleil pourraient subir des dommages irréversibles).

Atteindre Mercure depuis la Terre est un défi technique, car la planète orbite bien plus près du Soleil que ne le fait la Terre. De surcroît, l'environnement spatial de Mercure pose le triple problème de l'intense rayonnement solaire, des températures élevées qui règnent si près de notre étoile, et de ses vitesses de rotation et de révolution. Ainsi, seules deux sondes, Mariner 10 et MESSENGER, produites par la NASA, sont parvenues à atteindre Mercure à ce jour.
Un engin spatial à destination de Mercure, lancé depuis la Terre, doit voyager sur 91 millions de kilomètres dans le puits de potentiel gravitationnel du Soleil. À partir de la vitesse orbitale au niveau de l'orbite terrestre (de 30 km/s), la sonde doit acquérir un différentiel de vitesses (le « delta v », noté Δv) bien plus important que pour toute autre mission interplanétaire afin d'emprunter une orbite de transfert la conduisant à proximité de Mercure. De plus, l'énergie potentielle libérée en se rapprochant du Soleil (et donc en descendant dans le puits de potentiel du Soleil) se convertit en énergie cinétique imprimant à la sonde une accélération qui doit être compensée par un important Δv supplémentaire pour ne pas dépasser trop vite Mercure : la somme de ces Δv dépasse celui permettant d'atteindre depuis la Terre la vitesse de libération du système solaire. Cette dissipation d'énergie cinétique est d'autant plus problématique que la planète ne possède pas d'atmosphère significative, à la différence par exemple de Vénus dont l'atmosphère épaisse permet un aérofreinage efficace : le seul moyen de freiner suffisamment pour se placer au niveau de Mercure consiste à utiliser des rétrofusées, ce qui accroît sensiblement la quantité de propergol nécessaire pour ce type de mission.
L'essentiel de ce qu'on sait de la géologie de Mercure reposait jusqu'en 2011 sur les données recueillies par la sonde Mariner 10, qui effectua trois survols en 1974 et 1975.
La période de rotation élevée de Mercure — 58 jours terrestres — a compliqué l'exploration de la planète, en la limitant initialement à l'hémisphère éclairé. Ainsi, bien que Mariner 10 ait survolé Mercure trois fois durant les années 1974 et 1975, elle n'avait observé à chaque passage qu'une unique partie de la surface, car la période orbitale de la sonde était quasiment égale à trois jours sidéraux de Mercure, de sorte que la même face de l'astre était éclairée à chaque fois. Il en résulte que moins de 45 % de la surface de la planète put alors être cartographiée. La sonde MESSENGER de la NASA, lancée en août 2004, a grandement contribué à la compréhension de Mercure quand elle est entrée en orbite autour de la planète en mars 2011. Une expédition européenne de l'ESA (Bepi Columbo) a été lancée le 19 octobre 2018. Les deux orbiteurs qui composent la mission doivent se placer en orbite autour de Mercure en décembre 2025.

## Histoire géologique de Mercure

1. Croûte - épaisse de 100 à 200 km
2. Manteau - épais de 600 km
3. Noyau - 1800 km de rayon

Comme c'est le cas pour la Terre, la Lune et Mars, l'histoire géologique de Mercure est divisée en ères. De la plus ancienne à la plus récente, elles sont nommées pre-Tolstoïen, Tolstoïen, Calorien, Mansurien, et Kuiperien. Ces âges sont basés sur le seul principe de datation relative,.
La formation de Mercure, qui s'inscrivit dans celle du reste du système solaire il y a 4,6 milliards d'années, fut suivie par un important bombardement d'astéroïdes et de comètes. La dernière phase intense de bombardement, le grand bombardement tardif, se termina il y a environ 3,9 milliards d'années. Plusieurs régions ou massifs furent remplis par des éruptions de magma issu du cœur de la planète, parmi lesquelles figure l'un des plus importants bassins, le bassin Caloris. Cela créa des plaines lisses entre les cratères, similaires aux maria trouvées sur la Lune. 
Par la suite, alors que la planète se contractait en refroidissant, sa surface a commencé à se fissurer et à former des crêtes ; ces fissures de surface et ces arêtes affectent plusieurs autres types de reliefs, tels que les cratères et les plaines lisses, ce qui indique clairement que les fissures sont postérieures aux plaines et aux cratères. L'activité volcanique de Mercure prit fin lorsque le manteau de la planète se fut suffisamment contracté pour empêcher que la lave ne perce la surface. Cela s'est probablement produit au bout de 700 à 800 millions d'années, c'est-à-dire il y a environ 3,7 milliards d'années.
Depuis lors, la principale activité de surface a été provoquée par des impacts de surface.

### Chronologie
Une analyse morphologique de la surface de Mercure aboutit à proposer l'échelle des temps géologiques suivante, constituée de cinq ères aux datations relatives largement estimatives :
- de -4,5 à -3,9 milliards d'années : ère pré-Tolstoïenne ;
- de -3,9 à -3,85 milliards d'années : ère Tolstoïenne ;
- de -3,85 à -3,80 milliards d'années : ère Calorienne ;
- de -3,80 à -3 milliards d'années : ère du Calorien supérieur ;
- de -3 milliards d'années à nos jours : ère du Mansurien/Kuipérien.

## Caractéristiques de surface
Les terrains en surface de Mercure sont globalement similaires, en apparence, à ceux de la Lune, avec de vastes plaines, sortes de maria, criblées de cratères semblables aux hautes terres lunaires.

### Bassinsetcratèresd'impacts

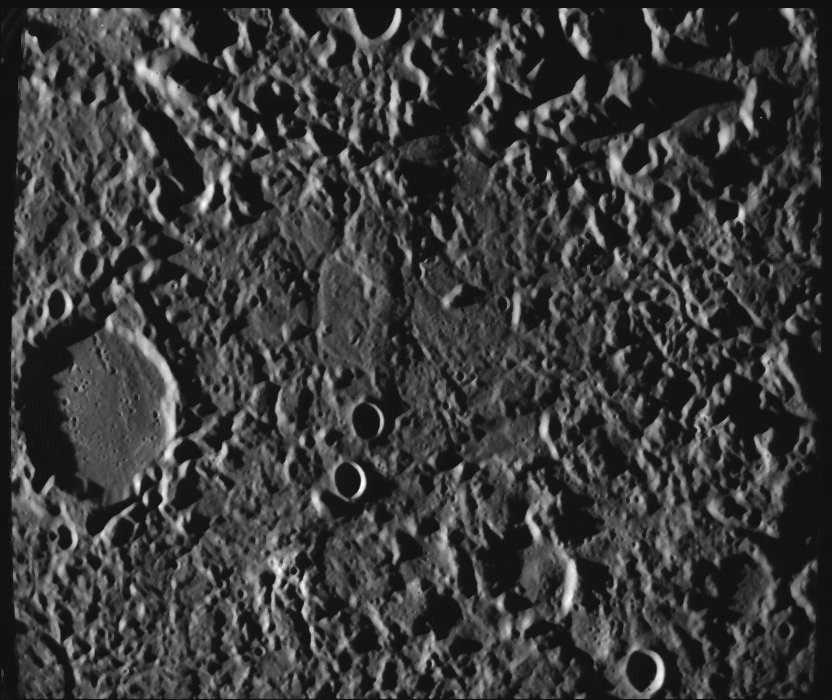
Terrain chaotique, surnommé « terrain bizarre » (“Weird Terrain” en anglais), aux antipodes de l'impact qui forma le bassin Caloris.

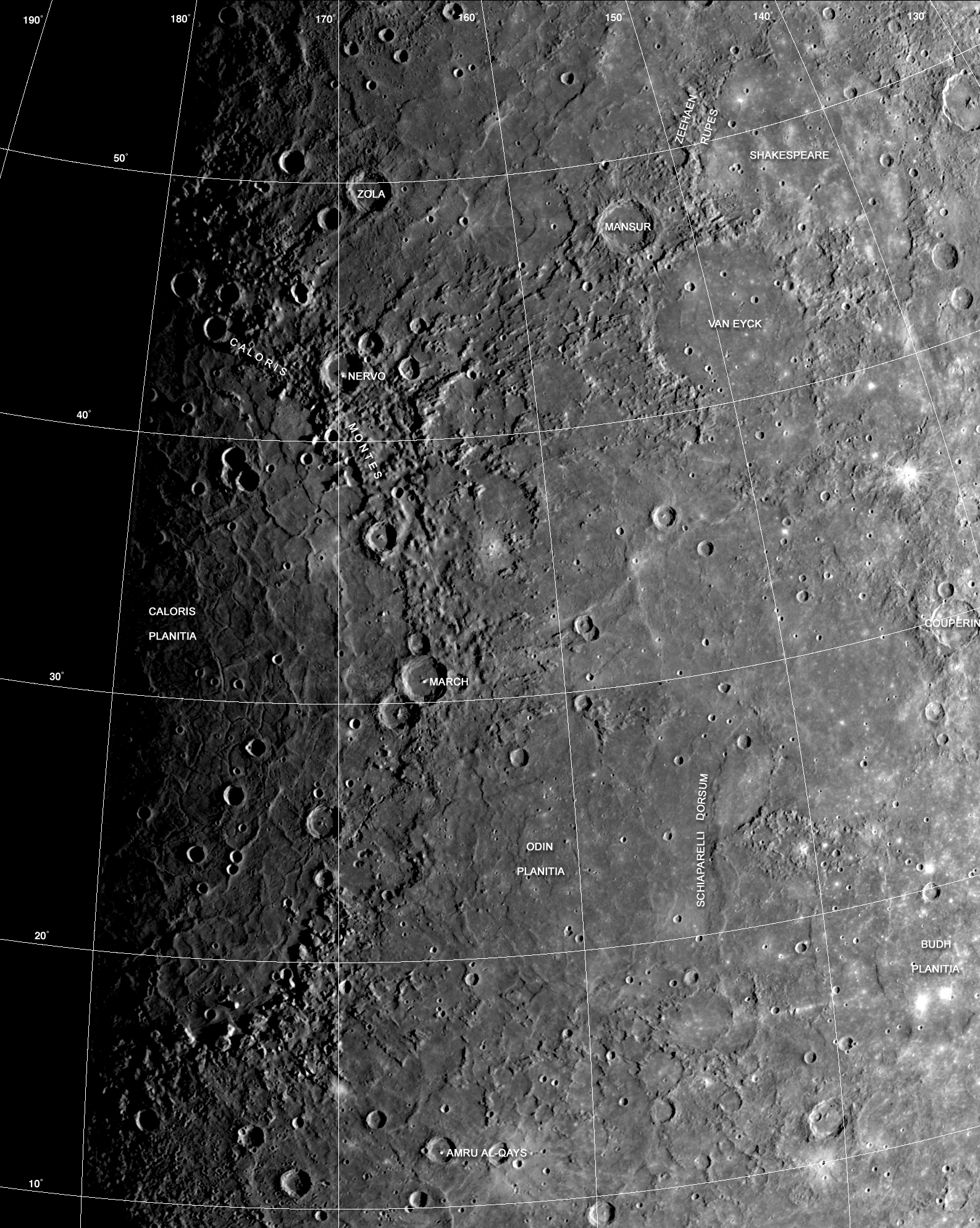
Le bassin Caloris à la surface de Mercure, est l'un des plus grands bassins d'impact du système solaire.

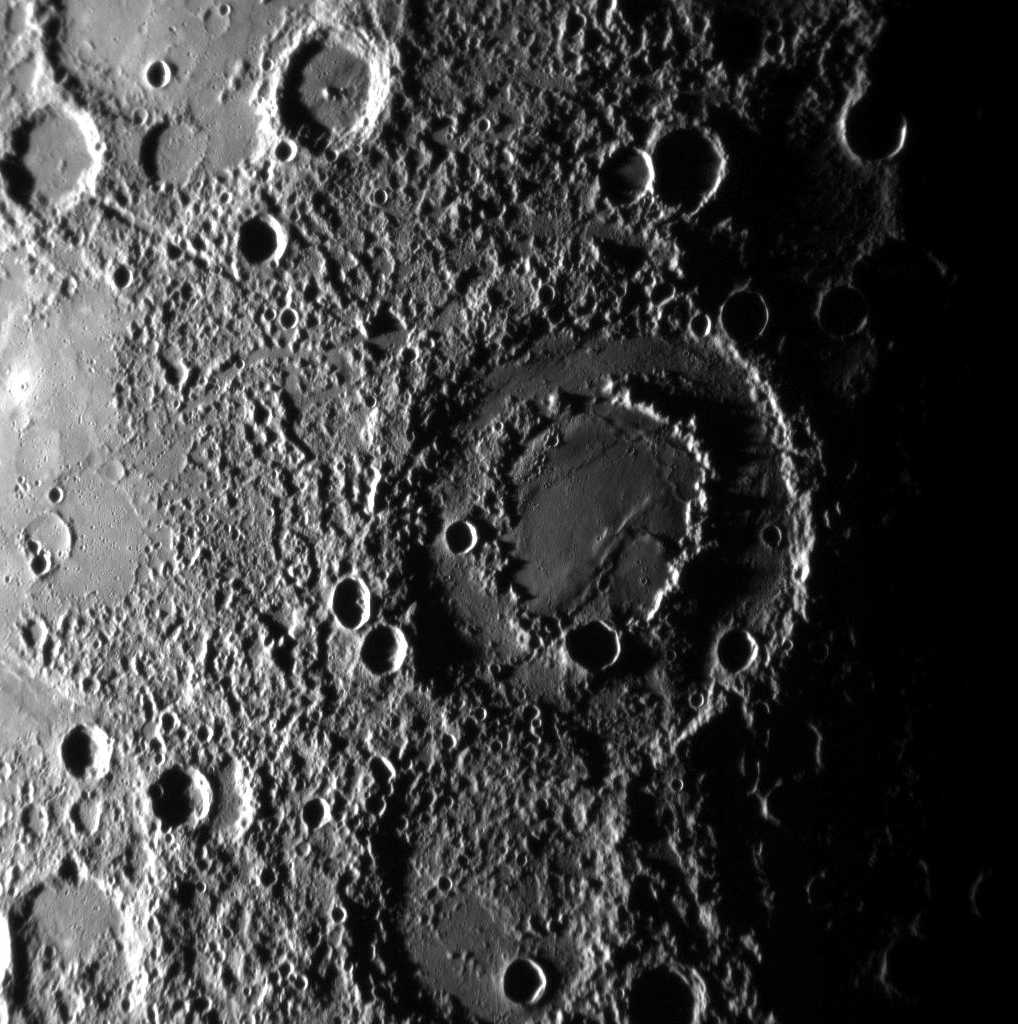
Un double anneau ceinturant un bassin d'impact sur Mercure.

Les cratères de Mercure couvrent une large gamme de diamètres, de celui d'un petit bol jusqu'à celui d'une centaine de kilomètres de diamètre formant un bassin d'impact annelé. Ils apparaissent dans toute la gamme des états de dégradation possibles, certains sont relativement récents et d'autres ne sont que de très vieux restes de cratères complètement dégradés. Les cratères de Mercure diffèrent, dans les détails, des cratères lunaires - l'étendue de leurs couvertures d'éjectas est beaucoup plus petite, ce qui est une conséquence directe de la gravité de Mercure, 2,5 fois plus forte que celle de la Lune.
La plus grande structure d'impact connue sur Mercure est le vaste bassin Caloris, qui a un diamètre de 1 550 km. L'existence d'un bassin d'une taille comparable est suspectée, sur la base des images en basse résolution obtenues depuis la Terre à l'Observatoire de Skinakas, en Crète – d'où le surnom donné à cette structure : le bassin Skinakas. Il se situerait sur l'hémisphère qui n'a pas été photographié par la sonde Mariner. Il n'a cependant pas encore été observé sur les images que la sonde MESSENGER a transmises de cette zone.
L'impact à l'origine du bassin Caloris était si puissant qu'il est possible d'en observer les répercussions sur la totalité de la planète. Il a provoqué des éruptions de lave et un anneau concentrique d'une hauteur de 2 km au-dessus du cratère d'impact. Aux antipodes du bassin Caloris se trouve une zone au relief inhabituel, parcourue de sillons et de buttes entremêlés, généralement appelée terrain chaotique et surnommée par les Anglo-Saxons « Weird Terrain » (« terrain bizarre »). L'hypothèse privilégiée pour expliquer l'origine de cette unité géomorphologique est que les ondes de choc générées lors de l'impact ont voyagé sur toute la surface de la planète, et que lorsqu'elles ont convergé aux antipodes du bassin, les contraintes élevées que la surface a subies sont parvenues à la fracturer. Une idée beaucoup moins souvent retenue est que ce terrain a été formé à la suite de la convergence des éjectas, aux antipodes du bassin. En outre, la formation du bassin Caloris semble avoir produit une dépression peu profonde autour de ce bassin, qui a été comblée plus tard par des plaines lisses (voir ci-dessous).
Dans l'ensemble, environ 15 bassins d'impacts ont été identifiés dans la région photographiée de Mercure. Parmi les autres bassins notables figurent le bassin Tolstoï, de  400 km de large, en anneaux multiples, qui a une couverture d'éjectas s'étendant jusqu'à 500 km depuis son pourtour, avec un fond comblé par les matériaux formant une plaine lisse. Le bassin Beethoven a également une taille similaire avec une couverture d'éjectas de 625 km de diamètre.
À l'instar de ceux de la Lune, les cratères récents de Mecure montrent des structures rayonnées plus lumineuses que leur voisinage. Cela est la conséquence du fait que les débris éjectés qui, tant qu'ils restent relativement frais, tendent à être plus lumineux, parce qu'ils sont moins affectés par l'érosion spatiale que les terrains plus anciens.

#### Cratères à cavités d'effondrement
Le fond de certains cratères d'impact sur Mercure est marqué par des cavités irrégulières ou des fosses non circulaires. De tels cratères sont nommés pit-floor craters ou encore subsidence crater en anglais, littéralement « cratères à cavités d'effondrement » ou « cratère d'affaissement ». Cette dénomination vient de l'interprétation de ces formations par l'équipe de MESSENGER comme résultant de l'effondrement de chambres magmatiques sous les cratères concernés. Si cette hypothèse est exacte, les dépressions observées témoigneraient de processus volcaniques à l'œuvre sur Mercure. Les cavités de ces cratères sont abruptes et sans rebord, de forme souvent irrégulière, ne présentent pas d'éjectas ni d'écoulements de lave, mais ont une couleur différente des terrains environnants. Ainsi, celles de Praxitèle ont une teinte orangée. Ces cavités pourraient avoir été formées par l'effondrement de chambres magmatiques souterraines dont le contenu, une fois exprimé hors de ces chambres, n'avait plus la pression nécessaire pour soutenir le poids des matériaux situés au-dessus. Des cratères majeurs tels que Beckett, Gibran et Lermontov présentent de telles cavités d'effondrement.

#### Plaines
Il y a deux types de plaines, géologiquement distinctes, sur Mercure, :
- les plaines inter-cratères sont les plus vieilles surfaces visibles[3], précédant l'apparition des terrains fortement cratérisés. Elles sont légèrement vallonnées ou montagneuses et sont placées dans des régions entre les cratères. Les plaines inter-cratères semblent avoir effacé de nombreux cratères qui les ont précédés, et montrent un manque général de cratères plus petits, inférieurs à environ 30 km de diamètre[8]. Leur origine, volcanique ou d'impact, n'est pas clairement déterminée[8]. Les plaines inter-cratères sont distribuées à peu près uniformément sur la surface entière de la planète ;
- les plaines lisses sont de vastes zones plates ressemblant aux mers (maria) lunaires, qui remplissent les dépressions de tailles variées. Elles remplissent notamment un large anneau entourant le bassin Caloris. À la différence des maria lunaires, les plaines lisses de Mercure ont le même albédo que les plaines inter-cratères pourtant plus âgées. Malgré un manque de caractéristiques volcaniques indiscutables, leur localisation et leur unité de couleurs aux formes lobées appuient fortement une origine volcanique. Tous les plaines lisses de Mercure ont été formées beaucoup plus tard que le bassin Caloris, comme en témoigne la densité de cratères sensiblement plus petite que sur la couverture d'éjecta Caloris[3].

La surface du bassin Caloris est également occupée par une plaine plate géologiquement distincte, brisée par des falaises et des fractures formant une structure approximativement polygonale. Il n'a cependant pas pu être clairement déterminé si ce sol était le produit de laves volcaniques issues de l'impact, ou s'il s'agissait d'une large plaque résultant de la surface fondue par la violence de l'impact lui-même.

#### Caractéristiques tectoniques
Une caractéristique peu commune de la surface de planète est le nombre important de plis de compression qui cisaillent les plaines. Il est supposé que lorsque l'intérieur de la planète s'est refroidi, elle s'est contractée, perdant plusieurs kilomètres de rayon et déformant sa surface. Ces plis pouvant être observés au-dessus d'autres reliefs, cratères ou plaines lisses, ils sont donc postérieurs à la formation de ces derniers. Le refroidissement de l'intérieur de la planète pourrait se poursuivre aujourd'hui et Mercure pourrait donc encore se contracter et donc être géologiquement active. La surface de Mercure est aussi fléchie par d'importantes forces de marée dues à la proximité du Soleil — Les forces de marée du Soleil sont environ 17 % plus fortes que celles qu'exerce la Lune sur la Terre.

### Terminologie
Les reliefs qui ne sont pas des cratères sont nommés comme suit :
- Traits albédo — aires qui différent significativement par leur réflectivité ;
- Dorsa — Crêtes (voir Liste des crêtes de Mercure)
- Montes — montagnes (voir Liste des montagnes de Mercure)
- Planitiae — plaines (voir Liste des plaines de Mercure)
- Rupes — escarpements (voir Escarpements)
- Valles — vallées (voir Liste des vallées de Mercure)

## Grande luminosité des calottes polaires et présence éventuelle de glace
Les premières observations radar de Mercure étaient effectuées par les radiotélescopes d'Arecibo et au centre de communications spatiales longues distances de Goldstone, avec l'assistance du Very Large Array (VLA) du National Radio Astronomy Observatory au Nouveau-Mexique. Les transmissions envoyées depuis le Deep Space Network de la NASA situé à Goldstone, étaient d'un niveau de puissance de 460 kW à 8,51 GHz ; les signaux reçus par le VLA ont détecté des points de réflectivité radar (luminosité radar) avec des vagues de dépolarisation issues du pôle nord de Mercure.
La cartographie radar de la surface de la planète fut réalisée en utilisant le radiotélescope d'Arecibo. L'enquête était menée dans les ondes radios ultra haute fréquence de 420 kW à 2,4 GHz qui permettent une résolution de 15 km. Cette étude n'a pas seulement confirmé l'existence de zones de haute réflectivité et de dépolarisation, mais a aussi permis de trouver un certain nombre de nouvelles zones (portant le total à 20) et fut même en mesure de permettre l'étude des pôles. Il a alors été proposé qu'une surface de glace puisse être responsable de ces phénomènes.
L'idée que Mercure puisse avoir de la glace à sa surface pouvait paraître absurde au premier abord, étant donné la proximité du Soleil. Néanmoins, il est possible que de la glace soit responsable des niveaux de luminosité élevés, car les roches de silicate qui composent l'essentiel de la surface de Mercure ont exactement l'effet contraire sur la luminosité. La présence de glace ne peut s'expliquer par une autre découverte faite par les radars depuis la Terre : aux latitudes élevées de Mercure, Les cratères peuvent être assez profonds pour protéger la glace des rayons du soleil.
Au pôle Sud, l'emplacement d'une vaste zone de haute réflectivité coïncide avec l'emplacement du cratère Chao Meng-Fu, et d'autres petits cratères contenant des zones réflexives ont aussi été identifiés. Au pôle Nord, un certain nombre de cratères plus petits que Chao-Meng Fu ont aussi ces propriétés réflectives.
La puissance de la réflexion radar constatée sur Mercure est minime par rapport à ce qui se produirait avec de la glace pure. Cela pourrait être dû à des dépôts de poussières qui ne couvrent pas complètement la surface du cratère ou à d'autres causes, par exemple une fine couche de surface qui les recouvrirait. Toutefois, la preuve de la présence de glace sur Mercure n'est pas encore faite. Ces propriétés réfléchissantes anormales peuvent aussi être dues à l'existence de gisements de sulfates métalliques ou d'autres matériels avec une haute réflectivité.

### Origine de la glace

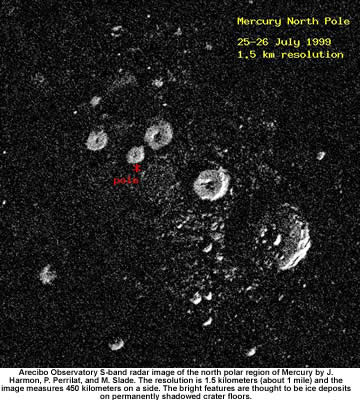
Image radar du pôle Nord de Mercure.

Mercure n'est pas la seule à avoir des cratères dont la surface reste en permanence dans l'ombre : dans un large cratère (Aitken) au pôle sud de la Lune, des signes d'une possible présence de glace ont été observés (bien que leur interprétation soit encore discutée). La glace de la Lune et de Mercure proviendrait, selon les astronomes, de sources externes, principalement d'impacts de comètes. 	
Elles sont connues pour contenir de grandes quantités de glace, voire pour en être majoritairement composées. Il est donc envisageable pour les impacts que des météorites aient déposé de l'eau dans les cratères plongés dans une ombre permanente, où elle ne sera peut-être pas chauffée par les rayonnements solaires pendant des milliards d'années, en raison de l'absence d'une atmosphère capable de diffuser efficacement la chaleur, mais aussi du fait de l'orientation stable de l'axe de rotation de Mercure.
Malgré le phénomène de sublimation de la glace dans le vacuum spatial, la température dans des régions d'ombre permanente est si basse que cette sublimation est suffisamment lente pour préserver des dépôts de glace pendant des milliards d'années. À l'intérieur des cratères, où il n'y a pas de lumière solaire, la température tombe à −171 °C, et sur les plaines polaires, la température ne dépasse pas −106 °C[réf. souhaitée].